# Canthidium priscillae
Canthidium priscillae är en skalbaggsart som beskrevs av M. Alma Solis och Kohlmann 2004. Canthidium priscillae ingår i släktet Canthidium och familjen bladhorningar. Inga underarter finns listade.